# Xunlei
Xunlei ou Thunder (en chinois: 迅雷; pinyin : Xùnléi; littéralement « vitesse de l'éclair ») est un gestionnaire de téléchargement chinois très populaire compatible avec BitTorrent, eDonkey, Kad, et FTP. Il est utilisé principalement en Chine continentale et le logiciel n'est disponible qu'en chinois simplifié, toutefois une traduction en anglais a été publiée. Le client a été développé par Thunder Networking Technologies, une startup de Shenzhen anciennement appelée Sandai Technologies.
Ils offrent également des services d'accélération de téléchargement qui ont été téléchargés par plus de 80 millions d'utilisateurs. Les sites de Xunlei attirent plus de cinquante millions de visites par jour.